# Amphineurion
Amphineurion je monotipski biljni rod iz porodice zimzelenovki smješten u podtribus Amphineuriinae. Jedina vrsta je A. marginatum,  lijana koja može narasti do 8 metara u duljinu. Kad je mlada, ponekad tvori grm sa zakrivljenim granama. Staništa su mu planinske šume i primorska šikara u Kini (Guangdong) i tropskoj Aziji.
U vrijeme gladi, osobito za vrijeme režima Crvenih Kmera, ljudi u Kambodži jeli su mlado lišće i stabljiku ove penjačice, koja se na kmerskom jeziku naziva krâllam' paè ili trâllam' paè. Različiti dijelovi biljke također se koriste u tradicionalnoj medicini za liječenje brojnih bolesti, uključujući probleme s menstruacijom. 
Rod je opisan 1948.

## Sinonimi
- Aganosma sect. Amphineurion A. DC., bazionim
- Aganosma acuminata G.Don
- Aganosma euloba Miq.
- Aganosma macrocarpa A.DC.
- Aganosma marginata (Roxb.) G.Don
- Aganosma velutina A.DC.
- Amphineurion acuminatum (G.Don) Pichon
- Amphineurion velutinum (A.DC.) Pichon
- Chonemorpha cristata (Roth) G.Don
- Echites acuminatus Roxb.
- Echites apoxys Voigt
- Echites cristatus Roth
- Echites marginatus Roxb.
- Echites procumbens Blanco
- Echites repens Blanco
- Holarrhena procumbens (Blanco) Merr.
- Ichnocarpus acuminatus (G.Don) Fern.-Vill.
- Ichnocarpus macrocarpus (A.DC.) Fern.-Vill.
- Ichnocarpus marginatus (Roxb.) Mottet
- Ichnocarpus velutinus (A.DC.) Fern.-Vill.